# Rynkebjerg

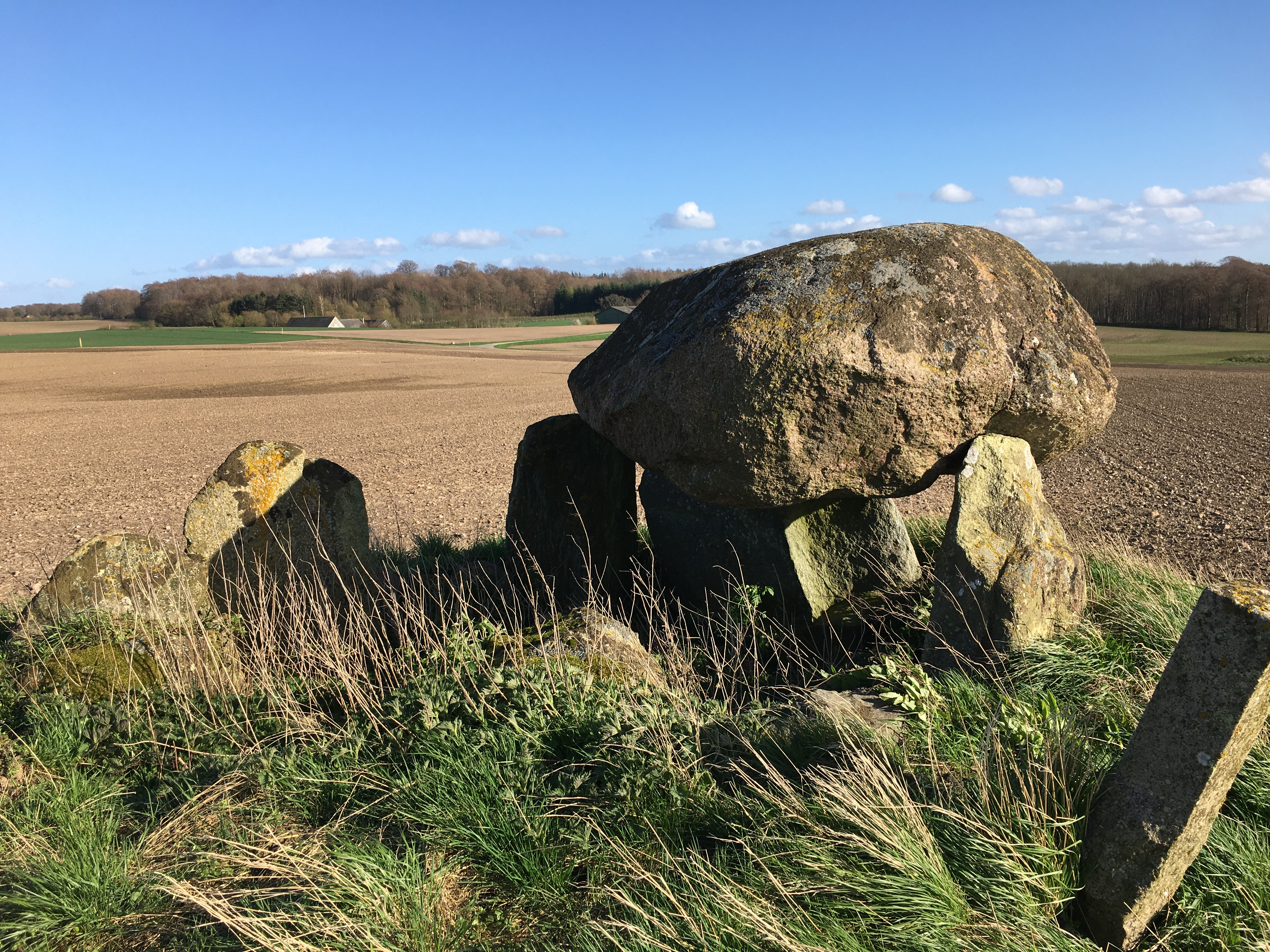
Detail

Am Rynkebjerg, einer Nord-Süd verlaufenden Straße, einen Kilometer südlich von Ørslev im Süden der dänischen Insel Seeland liegen ein Langdysse und ein Ganggrab direkt neben der Straße.
Der Platz wird auch „Rynkebjerg kirkegård“ genannt. Die Megalithanlagen der Trichterbecherkultur (TBK) entstanden zwischen 3500 und 2800 v. Chr.

## Der Langdysse

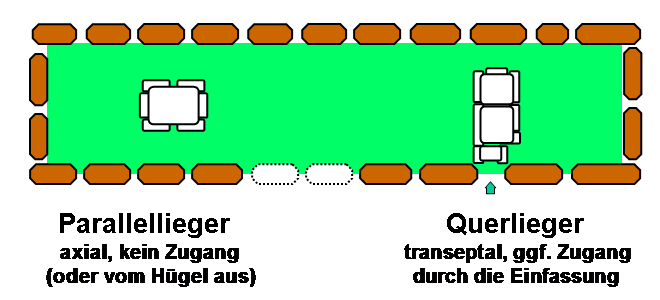
Schema Parallellieger / Querlieger

Der rechteckige Langhügel von etwa 34,0 × 8,0 m  mit einer fast intakten Randsteineinfassung aus 38 großen Steinen ist Südwest-Nordost-orientiert. An der nördlichen Längsseite befinden sich 18, an der südlichen 21 Randsteine. Vier Steine bilden das westliche und zwei das östliche Ende. Der 0,8 m hohe Hügel wurde bereits vor 1867 ausgegraben. Im Langhügel liegen die Reste von drei offenen Dolmen.
- Etwa 11 m vom östlichen Ende liegt eine rechteckige Kammer, als Parallellieger im Hünenbett. Erhalten sind drei Tragsteine.
- Eine weitere Kammer, von der nur ein Tragstein und ein abgerollten großer Deckstein zu sehen sind, liegt 10 m weiter.
- Am östlichen Ende liegt eine Gruppe von fünf verlagerten, teilweise gesprengten Steinen.

Der Langdolmen ist, anders als das nordöstlich gelegene Ganggrab, nie archäologisch untersucht worden, daher sind keine Funde bekannt.

## Das Ganggrab
Das Ganggrab ist eine Bauform jungsteinzeitlicher Megalithanlagen, die aus einer Kammer und einem baulich abgesetzten, lateralen Gang besteht. Diese Form ist primär in Dänemark, Deutschland und Skandinavien, sowie vereinzelt in Frankreich und den Niederlanden zu finden.
Die meisten Randsteine um den Rundhügel sind entfernt und vielleicht beim Bau der Ørslev-Kirche verwendet worden. Von der Kammer sind fünf Tragsteine und ein Deckstein erhalten, auf dem, ähnlich wie beim  Sømarkedyssen, insgesamt 82 Schälchen eingepickt sind, die in der Bronzezeit entstanden sein dürften.
Der Zugang zur Kammer erfolgte durch eine Lücke zwischen den östlichen Tragsteinen, an die wahrscheinlich ein Gang anschloss, der bis zum Hügelrand führte. Der Hügel, der außerhalb der Kammer nur einen Meter hoch ist, war ursprünglich wesentlich größer und höher als heute. Die Zwischenräume zwischen den Tragsteinen waren mit Zwischenmauerwerk ausgefüllt, von dem noch Reste im Süden der Kammer zu sehen sind.
Das Ganggrab wurde im Jahre 1931 von Gustav Adolf Rosenberg (1872–1940) ausgegraben und restauriert. Auf dem Kammerboden fand er eine unberührte etwa 20 cm dicke Schicht, die Tier- und Menschenknochen – einschließlich eines Schädel- und Langknochens enthielt. Zudem fanden sich neun geschliffene Äxte, fünf Abschläge, drei Meißel und drei querschneidige Pfeilspitzen aus Feuerstein. Alle Feuersteinwerkzeuge waren benutzt.
Zugleich fand er zerscherbte Keramikgefäße, die als Grabbeigaben in die Kammer gelangten. Insgesamt waren es Scherben von 12 verschiedenen Gefäßen im typischen, reich verzierten Stil der TBK.